# Чувасько-Тім'яське сільське поселення
Чува́сько-Тім'я́ське сільське поселення (рос. Чувашско-Тимяшское сельское поселение) — муніципальне утворення у складі Ібресинського району Чувашії, Росія. Адміністративний центр — село Чуваські Тім'яші.

## Населення
Населення — 1468 осіб (2019, 1772 у 2010, 1960 у 2002).

## Склад
До складу поселення входять такі населені пункти:
| Населений пункт          | Населення, осіб (2002) | Населення, осіб (2010) |
| ------------------------ | ---------------------- | ---------------------- |
| Верхнє Кляшево, присілок | 303                    | 247                    |
| Нижнє Кляшево, присілок  | 222                    | 210                    |
| Руські Тім'яші, присілок | 167                    | 154                    |
| Хомбусь-Батирево, село   | 353                    | 311                    |
| Чуваські Тім'яші, село   | 915                    | 850                    |